# 细盾蜾蠃属
细盾蜾蠃属（学名：Leptomicrodynerus）为蜾蠃科的一个属。

## 下属物种
本属包括以下物种：
- Leptomicrodynerus tieshengi Giordani Soika, 1985